# Podîmka, Novoukraiinka
Podîmka (în ucraineană Подимка) este un sat în comuna Novomîkolaiivka din raionul Novoukraiinka, regiunea Kirovohrad, Ucraina.

## Demografie
Componența lingvistică a localității Podîmka
     Ucraineană (100%)
Conform recensământului din 2001, toată populația localității Podîmka era vorbitoare de ucraineană (100%).